# هشت‌پای غول‌پیکر آرام

هشت‌پای غول‌پیکر آرام یا اختاپوس غول‌پیکر آرام (نام علمی: Enteroctopus dofleini) نام یک گونه از راسته هشت‌پا است.
در زبان ژاپنی میزوتاکو (ミズダコ) نامیده می‌شود و یکی از عناصر سوشی است.